# Đông Minh vương
Cao Chu Mông (tiếng Triều Tiên: 주몽, 朱蒙 Go Jumong), hay Đông Minh Thánh Vương (東明聖王 Dongmyeongseongwang hay 東明王 Dongmyeongwang) (58 - 19 TCN, trị vì 37 - 19 TCN) là vị vua sáng lập của Cao Câu Ly (Goguryeo), vương quốc phía bắc trong thời Tam quốc Triều Tiên
Ông còn được gọi là Chu Mông Vương. Trong Tam quốc sử ký (Samguk Sagi) và Tam quốc di sự (Samguk Yusa), ông được gọi là Chu Mông, với họ là Cao (Go). Tam quốc sử ký viết rằng ông cũng được biết đến với các tên gọi Trâu Mông (Chumo) hay Sanghae, Chumong (추몽, 鄒蒙), Trung Mưu (Jungmo) (중모, 中牟 hay 仲牟), Ju-mông (Jumong) hay Đô Mưu (Domo) (도모, 都牟) . Tên ông có nghĩa là “thần tiễn” - người cung thủ hoàn hảo với tài bắn cung bách phát bách trúng.
Theo Tam quốc di sự, Chu Mông là con trai của Giải Mộ Sấu (Hae Mosu)- một vị thủ lĩnh quân sự tài ba của nghĩa quân Đại Mật - và bà Liễu Hoa (Yuhwa). Ngay từ khi mới sinh cho đến năm 20 tuổi, ông vẫn bị lầm tưởng là con trai của vua Kim Oa (Geumwa) nước Đông Phù Dư (Buyeo) do vị vua này che giấu sự thật và sau này lớn lên, ông đã đào thoát khỏi Đông Phù Dư trước nguy cơ bị xử tử bởi Đái Tố Vương (Daeso) để đến Jolbon và đánh bại các thế lực phong kiến ngoại bang, cát cứ để lập ra nhà nước Cao Cấu Ly thống nhất. Theo những nghiên cứu gần đây của các học giả Hàn Quốc, Chu Mông là cháu nội của Giải Mộ Sấu (con của người con trai thứ hai của Giải Mộ Sấu).

## Khai sinh
Truyền thuyết về sự thành lập của Cao Câu Ly được nhắc đến trong các văn thư cổ của Triều Tiên, bao gồm cả trên bia Quảng Khai Thổ Vương. Phiên bản tốt nhất được biết đến, với một vài dị bản, là nằm trong Tam Quốc Sử ký, Tam Quốc di sự, và Đông Minh Vương Thiên (Dongmyeongwangpyeon 東明王篇) của Đông Quốc Lý Tướng Quốc Tập (Dongguk Isanggukjip 東國李相國集).
Gia đình hoàng gia vương quốc Phù Dư có họ "Hae". [2] Quốc vương Jumong sáng lập Cao Cấu Ly có họ "Hae" - Giải nhưng được đổi thành Go (解) - Cao để thể hiện nguồn gốc thần thánh của mình. Nó cũng có nghĩa là "mặt trời" trong tiếng Phù Dư cổ khi Buyeo (Đông Phù Dư), Goguryeo (Cao Cấu Ly) và Baekje (Bách Tế) có tín ngưỡng Tôn thờ Mặt trời.
Theo thần thoại, Cao Chu Mông là con trai của Giải Mộ Sấu (解慕漱, Hae Mosu, "Đứa trẻ của Thiên đường") và Liễu Hoa (柳花, Yuhwa, "Con của Thủy thần Hà Bá" (河伯)). Giải Mộ Sấu gặp Liễu Hoa tại một con sông mà nàng vẫn thường tắm ở đó, nhưng Thủy thần không đồng ý với Giải Mộ Sấu, người đã trở lại Thiên đàng. Thủy thần đuổi Liễu Hoa đến Ưu Bột Thủy (Ubalsu 優渤水), nơi cô đã gặp và trở thành thiếp của vua Kim Oa nước Đông Phù Dư. Liễu Hoa có mang bởi ánh nắng và hạ sinh một quả trứng. Vua Kim Oa tìm cách tiêu diệt quả trứng, quăng nó cho các dã thú, nhưng ngược lại chúng bảo vệ quả trứng. Đức vua Kim Oa đành trả nó về cho Liễu Hoa. Từ quả trứng nở ra một đứa trẻ, được đặt tên là Chu Mông, nghĩa là "thần tiễn" trong tiếng Hàn cổ.
Đặc biệt rõ trong thần thoại Goguryeo. Hae Mosu - con Trời giáng trần và trở về trời trong cỗ xe ngũ long (cũng là hình ảnh cỗ xe ngựa). Lời đầu tiên mà con  trai của Hae Mosu nói với mẹ Yuhwa là: ”Những con ruồi cứ chờn vờn trước mắt con, con không sao ngủ được “. Yuhwa trao cho con cây cung, cậu bé bắn trăm phát trăm trúng và được gọi là Jumong - Người Cung Thủ Tuyệt Diệu. Lớn lên trong kinh đô vua Geumwa, Jumong được Geumwa trao trách nhiệm chăm nom đàn  ngựa của hoàng gia. Chàng đã chọn con xuất sắc nhất đàn, hãm không cho nó ăn trong khi vỗ béo những con còn lại. Khi Geumwa đến xem xét đàn ngựa đã chọn cho mình và các con trai khác của Geumwa những con ngựa to khoẻ,  nhưng lại trao cho Jumong con ngựa gầy ốm  nhất. Jumong bấy giờ mới vỗ béo nó, kết quả là chàng khi nào cũng chiến thắng trong những cuộc săn, những cuộc thi ngựa của hoàng gia. Cây roi ngựa, cây cung của Jumong thực sự là cây roi,cây cung có năng lực ma thuật giúp chàng vượt mọi thử thách và chiến thắng.
Trong huyền thoại Goguryeo, những cuộc thi tài, những cuộc giao tranh xuất hiện nhiều hơn, cả trước và sau khi Jumong lên làm vua.  Cùng mẹ trú ngụ ở vương quốc của vua Geumwa và càng lớn càng thể hiện tài năng xuất  chúng, Chumong bị các con trai của Geumwa ghen tị và mưu đồ hãm hại để trừ hậu hoạ. Lúc họ lập kế giết Jumong thì chàng trốn đi. Quân lính đuổi theo, đến bên một dòng sông lớn. Quá nguy cấp, Jumong vung roi ngựa lên trời, cầu xin giúp đỡ cho mình - "cháu nội của Trời, cháu ngoại của dòng sông”. Rồi chàng dùng cây cung khuấy nước, những con rùa, con cá lập tức tụ lại thành cầu cho chàng qua, chiếc cầu lại lập tức tan ra để đội quân truy đuổi không sang được. Sau  khi  lên làm vua, Jumong, lại bị thách thức bởi vua Songyang của nước Biryu. Songyang đòi Jumong phải làm chư hầu cho hắn. Nhưng thiên giới đã đổ những thảm hoạ xuống Biryu. Lũ lụt lớn dâng lên. Khi ấy, Jumong cầm cây roi ngựa của chàng vẽ một đường, vẽ đến đâu nước ngừng lại đến đó.Trấn áp được Songyang, vua Jumong tiếp tục cai trị đất nước thịnh vượng.
Chu Mông khi trưởng thành cưới Duệ Tố Gia (Ye Soya), con gái một quý tộc Đông Phù Dư, ở tuổi 20. Họ đã có một người con là Yuri (Lưu Ly Vương). Chu Mông nổi tiếng bởi tài bắn cung. Hai con trai của vua Kim Oa là Đái Tố Vương (Daeso) và Ưng Phổ (Yeongpo) ghen ghét với Chu Mông và ông bị buộc phải rời Đông Phù Dư để theo đuổi giấc mơ của Giải Mộ Sấu (Hae Mosu) là thống nhất lãnh thổ của nước Cổ Triều Tiên bị chia cắt do sự xâm lược của nhà Hán và giải cứu du dân của Cổ Triều Tiên ở Phù Dư. Theo truyền thuyết, khi Chu Mông tìm đến một con sông có dòng nước chảy xiết, rùa và các sinh vật sống trong nước nổi lên và hình thành một cây cầu  để ông vược qua. Khi đến vùng đất ở phía nam dòng sông, ông được chào đón bởi Cao Vô Tư Đàn Quân (Go Museo Dangun), thủ lĩnh Tốt Bản (Jolbon), sau này là Bắc Phù Dư (Bukbuyeo). Cao Vô Tư (Yeon Ta Bal) biết rằng Chu Mông không phải là một người tầm thường nên gả con gái của mình là Thiệu Tây Nô (So Seo-No) cho ông. Jumong thành lập một đội quân gọi là quân đội Damul. Damul có nghĩa là "thu hồi đất cũ", đó là hệ tư tưởng nền tảng của Goguryeo. "Vùng đất cũ" dùng để chỉ Gojoseon, quốc gia gốc của Goguryeo. Sau cái chết của cha vợ năm 38 TCN, Chu Mông trở thành thủ lĩnh thứ bảy của Bắc Phù Dư (Bukbuyeo) và thống nhất năm bộ tộc của Tốt Bản thành một đất nước độc lập Cao Câu Ly. Thiệu Tây Nô đã từng kết hôn với Ưu Đài (Wutae) và có hai người con là Biryu và Onjo (người sau này thành lập vương quốc Bách Tế).

## Trị vì
Năm 37 TCN, Chu Mông lên ngôi ở Cao Cấu Ly Quốc (Goguryeo) (句麗國). Cùng năm đó, vua Tùng Nhượng (Songyang 송양)(松讓) của Phí Lưu Quốc (Biryuguk 沸流國) đầu hàng Jumong và đã giúp đỡ Chu Mông đánh bại quân xâm lược Mạt Hạt (Malgal 靺鞨). Năm 34 trước Công nguyên, Tốt Bản Thành (Jolbon-Seong), thủ đô đầu tiên của Cao Cấu Ly, được hoàn thành cùng với cung điện hoàng gia. Hai năm sau, Chu Mông ra lệnh hai vị tướng Ô Y (Oyi 烏伊) và Phù Phân Nô (Bu Bun-No 부분노 (扶芬奴)) đi chiếm nước Hạnh Nhân (Haeng-In 荇人國) (sau dãy núi Đại Bạch). Bốn năm sau, năm 28 TCN, Chu Mông ra lệnh cho tướng Phù Úy Yếm (Bu Wi-Yeom 부위염, 扶尉厭) đi chiếm nước Ốc Trở (Okjeo 沃沮) . Cùng năm đó, thân mẫu Chu Mông là bà Yuhwa qua đời trong cung điện của Đông Phù Dư, và được cử hành tang lễ như một vương hậu mặc dù bà chỉ là vương phi.
Chu Mông gửi một thông điệp và nhiều quà tặng đến vua Kim Oa để tỏ lòng biết ơn sâu sắc của mình. Năm 19 TCN, Duệ Tố Gia (Lady Ye) người vợ đầu của Jumong rời bỏ Đông Phù Dư cùng với con trai của mình, Yuri (Lưu Ly Vương) đến Cao Câu Ly. Duệ Tố Gia lập tức trở thành hoàng hậu gây sức ép lên vợ thứ hai của Chu Mông là Thiệu Tây Nô (So Seo-No). Thiệu Tây Nô lo lắng cho địa vị của hai đứa con trai mình là Phất Lưu (Biriu), Ôn Tộ (Onjo) khi mà Yuri (Lưu Ly Vương) ngay lập tức được Chu Mông tấn phong làm thái tử. Thiệu Tây Nô quyết định dẫn hai con trai riêng của mình là Phất Lưu (Biriu), Ôn Tộ (Onjo) rời bỏ Cao Cấu Ly đến vùng đất phía nam của Triều Tiên, mà bây giờ là Hàn Quốc. Ở đó bà và con út  Ôn Tộ (Onjo) dựng lên nước Baekje (Bách Tế).

## Qua đời
Chỉ 5 tháng sau khi Yuri (Lưu Ly Vương) được tấn phong làm thái tử, Đông Minh Vương Jumong qua đời ở tuổi 40 . Thế tử Lưu Ly Vương chôn cất cha mình trong một khu mộ hình kim tự tháp và đặt tên hiệu cho cha là Đông Minh Thánh Đại vương.

## Di sản
Vương quốc Cao Câu Ly của Đông Minh Vương cuối cùng phát triển thành một nước hùng mạnh và có ảnh hưởng đáng kể. Cao Câu Ly tồn tại hơn 705 năm và được cai trị bởi 28 vị Vương chủ liên tiếp cho đến khi bị chinh phục bởi liên minh Tân La-Đường vào năm 668. Bột Hải và Cao Ly kế thừa Cao Câu Ly và các hậu duệ hiện đại của Chu Mông vẫn mang họ "Cao".

## Trong văn hóa
Năm 2006-2007, Hãng Phát thanh - Truyền hình MBC (Hàn Quốc) phát sóng bộ phim truyền hình 81 tập nổi tiếng " Truyền thuyết Jumong". Bộ phim sử dụng yếu tố từ các ghi chép lịch sử và thần thoại, và kể lại câu chuyện theo cách chân thực nhất có thể về Đông Minh Vương, người từ một vị hoàng tử hư hỏng của hoàng gia Phù Dư trở thành một nhân vật hàng đầu của Phù Dư sau khi dấn thân vào một cuộc hành trình khám phá bản thân, nhưng buộc phải bỏ đi sau khi bị phản bội bởi những người anh em của mình là Daeso và Yonpo. Xây dựng lại đội quân Đại Mật của cha đẻ Hae Mo-su, Jumong bước vào một nhiệm vụ để giải cứu và tập hợp các du dân của Cổ Triều Tiên, dẫn đầu cuộc chiến chống lại sự áp bức của nhà Hán, cuối cùng trỏ thành vua của quốc gia Cao Câu Ly mới.
Năm 2010, KBS1 bắt đầu phát sóng bộ phim 'Truyền thuyết một vị vua'. Trong bộ phim này, Ju Mong được miêu tả như một bạo chúa, người không chịu chấp nhận chia sẻ quyền lực của Cao Câu Ly với Thiệu Tây Nô và phe cánh Tốt Bản. Sau khi Lưu Ly, thái tử và người thừa kế ngai vàng của Ju-Mong đến Cao Câu Ly, Thiệu Tây Nô quyết định dời khỏi 'nước Cao Câu Ly yêu quý của bà cùng với toàn bộ thuộc hạ và người hầu để thiết lập một vương quốc mới - một 'nước mạnh mẽ hơn Cao Câu Ly'.Đối với Jumong (do nam diễn viên Song Il Gook thủ vai), bà là mối tình đầu của ông nhưng do duyên phận trái ngang hai người đã không đến được với nhau. Duyên phận sắp đặt khi bộ tộc của Soseono và quân damul của Jumong cùng nhau hợp nhất để tìm lại mảnh đất Josel cổ khi xưa. Sau này khi chồng của Soseono chết, vợ của Jumong là Yesoya mất tích cùng con trai, vì sự thống nhất của Jolbon nên Jumong và soseono thành thân Jumong trở thành vua còn Soseono trở thành hoàng hậu, đất nước có tên là Goguryo. 15 năm sau Yesoa cùng con trai (Yuri) trở về, vì sợ đất nước phân tranh, sợ Jumong khó xử và con mình thiệt thòi nên bà đã dứt khoát chia tay với Jumong nhường lại ngôi kế vị cho con trai cả Yuri của Jumong và tự mình gầy dựng vương nghiệp riêng cho mình và các con trai. Trong phim, mối quan hệ vợ chồng giữa So Seo-no và Jumong cho thấy sự đồng điệu về ý chí và tinh thần giữa hai người, đồng thời là một tình yêu sâu sắc, mãnh liệt, thấu cảm và hi sinh cho nhau. Khúc cuối phim khi Jumong lặng người nhìn Soseono rời đi đã lấy không ít nước mắt của khán giả. Đó là một phân cảnh gây ám ảnh nhất trong phim dù là những phút giây cuối cùng của phim.

## Gia đình
- Cha: Giải Mộ Sấu; mẹ: Liễu Hoa
- Cha nuôi: Kim Oa - Vị vua thứ hai của Đông Phù Dư
- Vương hậu: Duệ Tố Gia (Lady Ye). Bà là người sinh ra Lưu Ly - vị vua thứ hai của Cao Câu Ly.
  - Con trai: Lưu Ly
- Vương phi: Thiệu Tây Nô (召西奴)
  - Con trai nuôi: Phất Lưu, Ôn Tộ